# Labastide-Rouairoux
 Labastide-Rouairoux  es una población y comuna francesa, ubicada en la región de Mediodía-Pirineos, departamento de Tarn, en el distrito de Castres y cantón de Saint-Amans-Soult.

## Demografía
| 3313 | 3208 | 2858 | 2301 | 2027 | 1753 |
| Para los censos de 1962 a 1999 la población legal corresponde a la población sin duplicidades (Fuente: INSEE [Consultar]) |      |      |      |      |      |